# Инсектофобия
Инсектофо́бия, или энтомофо́бия — одна из специфических фобий, связанная с боязнью насекомых. Относится к классу зоофобий. Инсектофобии бывают подвержены люди всех возрастов, начиная от детского возраста. Наиболее распространённые виды инсектофобии — апифобия (боязнь пчёл) и мирмекофобия (боязнь муравьев).

## Причины возникновения и симптоматика
Инсектофобия — собирательное название иррациональных страхов перед насекомыми. Она может быть выражена как в форме боязни всех насекомых, так и в виде боязни их отдельных представителей. Частными случаями инсектофобии являются апифобия (боязнь пчёл), мирмекофобия (боязнь муравьев), книдофобия (боязнь жалящих насекомых) и изоптерофобия (боязнь термитов и древоядных насекомых). 
Существует теория, что истоки этих страхов лежат в древности, когда люди соприкасались с опасными представителями животного мира постоянно, живя в лесах и пещерах, и укус некоторых насекомых мог стать смертельным для человека. 
Инсектофобия может возникнуть по объективным причинам, например после негативного контакта с отдельными насекомыми — укуса пчелы или муравья и развившейся после этого аллергической реакции. Иррациональными причинами инсектофобии могут быть страх перед проникновением насекомых внутрь тела, через нос или рот; отвращение от внешнего вида насекомого.
Симптоматика проявлений инсектофобии может значительно варьироваться у разных пациентов — у взрослых она может быть выражена менее интенсивно, чем у детей, в силу их большей психологической устойчивости. Однако и у взрослых могут возникать панические атаки, которые чаще наблюдаются у женщин. В некоторых случаях возможно развитие тяжёлых психических симптомов, с риском нанесения пациентом вреда самому себе (ядовитые мази, наносимые на тело, попытки уничтожить насекомых огнём и т. д.). 
Симптоматические проявления инсектофобии могут выражаться в следующей форме:
- соматические проявления страха (расширенные зрачки, обильное потоотделение, побледнение или гиперемия кожи лица, мышечный гипертонус, психомоторное возбуждение);
- настойчивое желание пациента избежать встречи с насекомым;
- панические атаки при контакте с насекомыми;
- иррациональные действия пациента, предпринимаемые для защиты себя и окружающих от предмета своего страха — опрыскивание помещений и людей ядами, ношение защитной одежды и т. д.

На основании клинической картины, а также по расспросам самого пациента и его родных проводится диагностика фобии, иногда может потребоваться непосредственное наблюдение за реакцией пациента на предмет его страха.

## Лечение
Лечение инсектофобии показано при значительном воздействии на качество жизни пациента. В качестве терапии против этого вида фобий хорошо зарекомендовали себя, как и при всех прочих фобиях, конфронтационная и когнитивно-поведенческая терапия, которые в большинстве случаев избавляют пациента от иррационального страха перед насекомыми и сужают рамки фобии до рациональных опасений. В случае с детской инсектофобией можно начать с приобретения энциклопедии насекомых, с большими, красочными фотографиями, посмотреть фильмы о насекомых. 
Следует стараться избегать проявлений гиперкомпенсации страха, когда у пациента возникает стремление к содержанию дома опасных насекомых, так как это может спровоцировать возобновление фобии. 
Профилактика инсектофобии проявляется в ограничении контактов с насекомыми, а также любых связанных с ними негативных воздействий.